# Trichopterodomus leonardi
Trichopterodomus leonardi is een fossiele soort schietmot uit de familie Psychomyiidae.